# 대한민국 상법 제404조
대한민국 상법 제404조는 대표소송과 소송참가, 소송고지에 대한 상법 회사법의 조문이다.

## 조문
상법 제404조 (대표소송과 소송참가, 소송고지) (1) 회사는 전조제3항과 제4항의 소송에 참가할 수 있다. (2) 전조제3항과 제4항의 소를 제기한 주주는 소를 제기한 후 지체없이 회사에 대하여 그 소송의 고지를 하여야 한다.

## 같이 보기
- 소송참가
- 주주대표소송